# قرار مجلس الأمن التابع للأمم المتحدة رقم 1810
قرار مجلس الأمن التابع للأمم المتحدة رقم 1810، المتخذ بالإجماع في 25 أبريل 2008.

## القرار
وإذ يؤكد من جديد أن انتشار الأسلحة النووية والكيميائية والبيولوجية ووسائل إيصالها يشكل تهديدا للسلم والأمن الدوليين، مدد مجلس الأمن لمدة ثلاث سنوات ولاية اللجنة المنشأة لرصد تنفيذ قراره 1540 (2004)، والتي دعا جميع الدول إلى وضع ضوابط داخلية واعتماد تشريعات لمنع انتشار واستخدام أسلحة الدمار الشامل من قبل الجهات الفاعلة غير الحكومية.
بموجب الفصل السابع من الميثاق، قرر المجلس أنه ينبغي للجنة القرار 1540 أن تكثف جهودها من خلال برنامج عملها لتعزيز التنفيذ الكامل من قبل جميع الدول للقرار 1540 (2004). وشمل ذلك تجميع معلومات عن حالة تنفيذ الدول للقرار، والتوعية والحوار والمساعدة والتعاون، والتي تناولت بشكل خاص جميع جوانب الفقرتين 1 و2 وكذلك الفقرة 3 بشأن المساءلة والحماية المادية ومراقبة الحدود وجهود إنفاذ القانون، وضوابط التصدير والشحن العابر الوطنية بما في ذلك الضوابط على توفير الأموال والخدمات مثل تمويل الصادرات وإعادة الشحن.
نصت الفقرة 1 من القرار 1540 على أن تمتنع الدول عن تقديم أي شكل من أشكال الدعم للجهات من غير الدول التي حاولت تطوير أو حيازة أسلحة الدمار الشامل ووسائل إيصالها. نصت الفقرة 2 من ذلك القرار على أن تقوم الدول، وفقا للإجراءات الوطنية، باعتماد وإنفاذ قوانين فعالة مناسبة تحظر على أي جهة من غير الدول تطوير أو حيازة أسلحة الدمار الشامل ووسائل إيصالها، ولا سيما للأغراض الإرهابية.
وفي هذا الصدد، شجع المجلس اليوم جميع الدول على إعداد خطط عمل موجزة على أساس طوعي، بمساعدة لجنة القرار 1540، وتحديد أولوياتها وخططها لتنفيذ الأحكام الرئيسية للقرار 1540 وتقديم تلك الخطط إلى اللجنة.
وإلحاقا بالنص، شجع المجلس الحوار الجاري بين لجنة القرار 1540 والدول بشأن إجراءاتها الإضافية للتنفيذ الكامل للقرار 1540 (2004) وبشأن المساعدة التقنية المطلوبة والمعروضة. وطلب المجلس أن تواصل اللجنة تنظيم مناسبات توعية إقليمية ودون إقليمية ووطنية والمشاركة فيها لتعزيز تنفيذ الدول للقرار وكذلك المشاركة بنشاط مع الدول والمنظمات الدولية والإقليمية ودون الإقليمية ذات الصلة من أجل تعزيز تبادل الخبرات في المجالات التي يغطيها القرار.

## روابط خارجية
- نص القرار في undocs.org